# L'Œuf du serpent
Pour plus de détails, voir Fiche technique et Distribution.
L'Œuf du serpent (The Serpent's Egg) est un film ouest-allemand réalisé par Ingmar Bergman, sorti en 1977. Le titre fait référence à une tirade de Brutus dans Jules César de Shakespeare : And therefore think him as a serpent's egg / Which hatch'd, would, as his kind grow mischievous; / And kill him in the shell.

## Synopsis
L'action se déroule à Berlin, entre le 3 et le 11 novembre 1923 (dans les coulisses de la montée du nazisme ; en pleine période d'hyperinflation sous la république de Weimar : chômage, misère, désarroi et atrocités « - Allez en enfer - Où pensez vous que nous sommes ? »). Le personnage principal s'appelle Abel Rosenberg : ancien trapéziste juif venu d'Angleterre, il vit avec son frère, divorcé de Manuela après leur émigration en Allemagne. Un soir, rentrant ivre, il découvre le corps de son frère Max, mort par suicide d'une balle dans la bouche. Plus déboussolé qu'il ne l'était, il se met à boire de plus en plus. Puis il fait rapidement la connaissance, durant l'interrogatoire suivant la mort de son frère, du commissaire Bauer. En quête d'un cœur pour lui prêter main-forte, s'en va retrouver l'ex-femme du défunt avec laquelle il semble que les relations sont fraternelles. Il se retrouve ainsi au cabaret La Mule Bleue où travaille cette dernière, elle aussi ex-acrobate. Dans cette ambiance lugubre, il croise « par tout hasard » un « ami » d'enfance Hans Vergerus, dont il n'a visiblement pas de bons souvenirs « - Nous avions lié un chat. Hans l'éventra, et me montra, l'animal encore vivant, son cœur qui battait... »
Abel, continue de boire et échoue le soir même chez Manuela qui l'accueille à bras ouverts. Dès le lendemain, ils prévoient de ne plus se séparer afin de lutter ensemble contre ce quotidien de plus en plus difficile. L'ex belle-sœur semble vivre sans trop de problèmes, mais doit partir dès le matin en prétendant devoir aller travailler. Le jour même dans une ambiance assez mystérieuse Abel est mené à la morgue afin d'identifier une série de cadavres aux morts lugubres. Le héros ne décèle pas bien le but de cette mobilisation, et, se rappelant une question de l'inspecteur Bauer (qui montre pourtant un profil rassurant et même valeureux) faite la veille : « Êtes-vous juif ? », il est pris d'une soudaine paranoïa et tente de fuir. Mis en geôle, la bienveillante Manuela vint le faire sortir avec le consentement de l'inspecteur.
C'est alors qu'une foule de péripéties, faisant apparaitre une liaison entre Hans Vergerus et la danseuse, mène le couple d'infortune à habiter dans un appartement fourni par l'ami d'enfance devenu docteur. Par les mêmes évènements, Abel se trouve assigné un poste aux archives et Manuela à la lingerie de l'hôpital où exerce Hans. Le protagoniste principal se trouve vite incommodé par un bruit sourd, de « machine » sous ce toit dont il refusait jusqu'au principe.
Un jour, un des responsables des archives avoue à Abel l'existence d'expériences classées « top-secrètes » effectuées sur des êtres humains par le professeur Vergerus. Le soir, l'éreintement provoqué par la journée de travail harassante entraîne une dispute entre les deux personnages centraux. Lui, sort pour noyer sa folie tandis qu'elle, reste le visage décomposé. En rentrant, Abel découvre Manuela, morte. Dans le même temps il perçoit un bruit et les pas de quelqu'un prenant la fuite. En brisant les miroirs il constate la présence de caméras dissimulées dans toutes les pièces de l'appartement, qui était en fait un lieu d'expérience.
Il se lance dans une course-poursuite cauchemardesque dans un milieu ressemblant à un asile. De fil en aiguille, il arrive le lendemain dans une des pièces de la salle des archives où le savant fou révèle toute l'étendue de ses recherches à Abel. Ce dernier apprend que son frère ainsi que son ex-femme étaient impliqués dans ces expérimentations. Enfin Hans se suicide au cyanure avant l'arrivée de la police. À l'infirmerie de la prison, à son réveil deux jours plus tard, le héros apprend qu'Hitler a manqué sa tentative de putsch à Munich.

## Autour du film
C'est la première fois que Bergman accepte de tourner en anglais ; jusque-là, il avait toujours refusé les films proposés par Hollywood que parce qu'on lui imposait des scénarios qu'il n'avait pas écrits lui-même. La proposition lui est faite alors que Bergman est poursuivi par le fisc suédois pour fraude fiscale : c'est son ami Dino De Laurentiis (producteur de son film précédent, Face à Face) qui, avec Horst Wendlandt, lui donne beaucoup d'argent pour réaliser « le film de ses rêves ». Bergman tournera ainsi sa seule superproduction dans les mêmes décors que Berlin Alexanderplatz de R. W. Fassbinder. Eprouvé par la médisance qui a caractérisé le traitement médiatique de son exil fiscal, Bergman s'inspire de cette expérience pour mieux décrire le climat délétère qui règne dans une Allemagne en pleine confusion, à l’ambiance irréelle, peuplée d’une foule hagarde et inhumaine (une scène montre des passants découpant un cheval à mains nues dans la rue, en pleine nuit), presque sous hypnose : c'est celle qui allait porter Hitler à sa tête quelques années plus tard.
Bergman, qui avait souvent flirté avec l'expressionnisme (dans L'heure du loup notamment), s'essaye ici au film allemand des années 1920 à la manière de Fritz Lang ; peu habitué à la reconstitution historique, il s'agit pour lui de l’un de ses films les plus politiques (l’un des seuls également), réalisé alors même que l’Allemagne s’est reconstruite sur une séparation de fait entre RDA et RFA depuis l’après-guerre. L'œuvre fait donc écho à l'histoire qui se construit, en présentant une Allemagne double, ruinée par la guerre en 1923, prompte à revenir à la vie mais vivant une période trouble, double, étrange, que souligne le jazz d’après-guerre insouciant qui rappelle les grandes villes européennes et américaines mais qui ici introduit paradoxalement les foules grises, immobiles et ternes du générique de début.
Le Berlin de 1923 est cosmopolite et anonyme, à peine industrialisé, il semble y faire éternellement nuit ; Abel y vit en marge, doit payer en dollars malgré l'illégalité pour vivre convenablement. Bergman insiste sur le contexte de la naissance du « serpent », avec des plans sur les grandes rues vides, la nuit sans éclairage, les quartiers populaires où s'entassent les familles et où sévissent la malnutrition, le chômage, la déflation, l’absence totale de sécurité : la déshumanisation première vient avant tout de cette situation historique exceptionnelle.
C'est dans cette société troublée, où « suintent » (selon les mots du narrateur) la dépression et la folie, la misère et le crime, que l’humain, perdu dans la masse, cherche à se libérer, même au prix du plus grand sacrifice, celui de son humanité.
Les seuls endroits où la liesse devrait exploser, les cabarets, sont des bouges souterrains où la lumière n’entre pas, où les rapports humains et des atmosphères sont empreints d’un glauque qui unifie tous les espaces, et ce quelle que soit leur ultime finalité : le plaisir du cabaret, l’argent de l’usine, le calme du foyer. La ville elle-même est totalement désorganisée, les lieux de désespoir sont partout ; surtout, les institutions sont devenues des suppôts de corruption sourds à la violence quotidienne. Ainsi Abel, qui a « besoin d'alcool pour dormir », assiste-t-il un soir au lynchage d'un groupe de Juifs, au vu et au su de tous y compris de la police, présente sur les lieux. Plusieurs fois les interlocuteurs d’Abel s’arrêtent sur la consonance juive de son nom : alors que la société tente de se réguler par et pour elle-même, certains se voient désignés comme boucs émissaires de la crise. Comme le dit Abel : « Un poison s’est insinué de toutes parts » : Ce poison, c’est la bête qui rôde dans les ruines berlinoises, celle qui naît au coup d’État manqué à Munich, celle qui croît dans la misère et dans la capacité de l’homme à oublier la dignité d’autrui, à oublier également sa capacité de résistance.
L’Œuf du serpent, dans ses thèmes et dans son fonctionnement, est un film assez particulier dans l'œuvre de Bergman, mais on y retrouve une récurrence des thèmes chers au réalisateur suédois : l’être spectateur de son propre malheur et du malheur d’autrui, des personnages qui contrôlent les cerveaux d'autres par l'angoisse. Abel, comme l’inspecteur Bauer, comprend au fur et à mesure ce qui se trame dans Berlin, mais lui ne cherche pas à y remédier, à « résister passivement » : il préfère la fuite, vers d'autres emplois et vers d’autres femmes. Sa propre peur, qui est celle de tout un peuple, se matérialise déjà dans ce monde cloîtré qui n'a pour décors que des barreaux de prisons, des grilles, des bruits sourds et lancinants, des arrestations sauvages.
Cette peur, pourtant rationnelle, mène progressivement à la mécanisation des êtres et à leur hiérarchisation : elle est le produit, comme l’intolérance croissante, d’une certaine folie que Bergman filme en conclusion au travers d’un savant fou qu’Abel découvre dans la cave de l’hôpital où il travaille, en train de travailler à la création d'une nouvelle race d’hommes, qui résisteraient au manque de sommeil, à l’absence de lumière... et, sans doute, à la société allemande elle-même telle qu'elle se constitue dans les années 1920 et 1930, à la veille de l'opération T4 et de la politique hitlérienne. L'aspect étrange, déroutant du dénouement est tout aussi délirant que l'est la société dépeinte, société devenue œuf en gestation, qui « laisse déjà apparaître à travers sa fine coquille la formation achevée du reptile ».

## Fiche technique
- Titre : L'Œuf du serpent
- Titre original anglais : The Serpent's Egg
- Titre allemand : Das Schlangenei
- Réalisation : Ingmar Bergman
- Scénario : Ingmar Bergman
- Production : Dino De Laurentiis et Horst Wendlandt
- Musique : Rolf A. Wilhelm
- Photographie : Sven Nykvist
- Montage : Petra von Oelffen
- Société de distribution : Paramount Pictures MGM Home Entertainment
- Pays de production :  Allemagne de l'Ouest
- Langue : anglais, allemand
- Format : Couleurs - 1,85:1 - Mono - 35 mm
- Durée : 119 minutes
- Tournage : d'octobre à décembre 1976, à Munich
- Date de sortie : 
  - Suède : 28 octobre 1977
- Film interdit aux moins de 12 ans lors de sa sortie en France

## Distribution
| - David Carradine (VF : Michel Creton) : Abel Rosenberg - Liv Ullmann : Manuela Rosenberg - Heinz Bennent : Hans Vergerus - Gert Fröbe : le commissaire Bauer - Isolde Barth : La fille en uniforme - Toni Berger : Monsieur Rosenberg - Christian Berkel : L'étudiant - Richard Bohne : L'officier de police - Paula Braend : Madame Hemse - Erna Brünell : Madame Rosenberg - Paul Burian : Le Cobaye - Paul Bürks : comédien du cabaret - Hildegard Busse : une prostituée - Gaby Dohm : La femme à l'enfin - Hans Eichler : Max - Emil Feist : le grippe-sou - Kai Fischer - Herbert Fux - Renate Grosser : une prostituée - Heino Hallhuber : la mariée - Georg Hartmann : Hollinger - Edith Heerdegen : Madame Holle - Rosemarie Heinikel : fille en uniforme - Klaus Hoffmann | - Grischa Huber : Stella - Harry Kalenberg : Coroner - Volkert Kraeft - Andrea L'Arronge : fille en uniforme - Gunther Malzacher : un mari - Lisi Mangold : Mikaela - Beverly McNeely : fille en uniforme - Günter Meisner - Hubert Mittendorf : Le consolateur - Kyra Mladeck : Mademoiselle Dorst - Heide Picha : une épouse - Hans Quest : Docteur Silbermann - Charles Régnier : un docteur - Walter Schmidinger : Solomon - Irene Steinbeisser : un Groom - Fritz Strassner : Dr. Soltermann - Glynn Turman : Monroe - Ellen Umlauf : La tenancière du bordel - Hertha von Walther : une femme dans la rue - Wolfgang Weiser - James Whitmore : Le prètre - Ralf Wolter |